# Ерв
Ерв (на френски: Herve) е град в Югоизточна Белгия, окръг Вервие на провинция Лиеж. Населението му е около 16 800 души (2006).